# ブレイン・ストーム
ブレイン・ストーム（BRAINSTORM Inc.）は、日本の出版社。本社は東京都千代田区に所在する。
2006年7月までゲーム改造ツール・プロアクションリプレイ（PAR）の日本総代理店で現在はコードフリークを製造、販売するサイバーガジェットの関連会社で、コンピュータゲーム用の改造コードを掲載した「コードフリークAR」（偶数月24日発売）を刊行していた。2002年にはMMOゲーム事業実施を検討するも2003年7月の段階で計画中止。近年は写真集やDVDなどにも力を入れている。

## 関連する項目
- ExGAME
- デジターボ